# Pappardelle

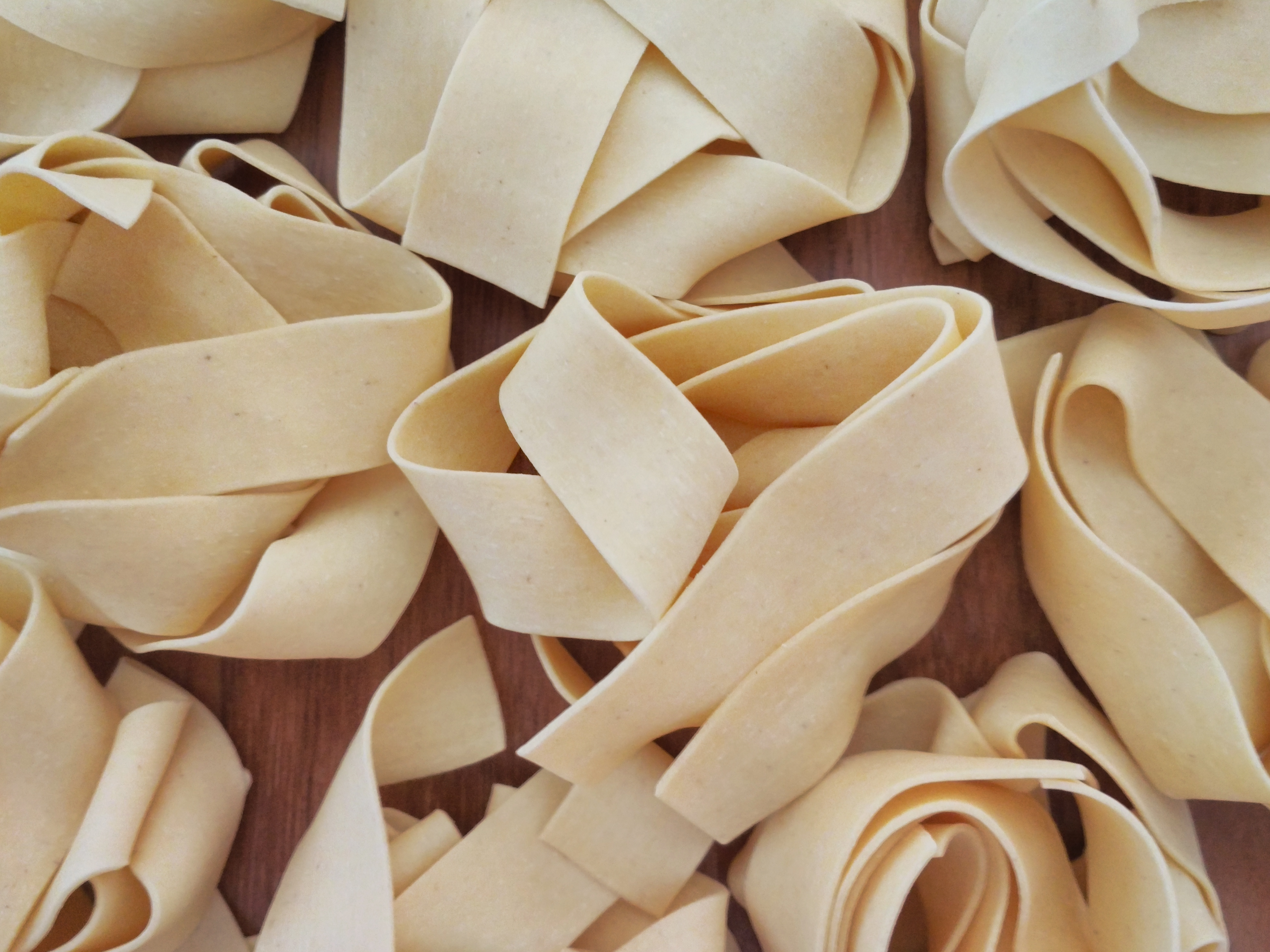
Pappardelle

Pappardelle sind mindestens einen Zentimeter breite italienische Bandnudeln. Sie werden oft als „Nudelnest“ mit einem Ragù serviert.
Herkunftsregion der Pappardelle ist vermutlich die Toskana, wo sie mit Ragù wie zum Beispiel dem Ragù di Cinghiale (mit Wildschweinhackfleisch) serviert werden.
Die Singularform ist pappardella. Die Begriffsherkunft ist unklar, möglicherweise ist der Begriff vom Italienischen pappare „futtern“ oder vom provenzalischen Wort papard abgeleitet.